# Acacia citriodora
Acacia citriodora é uma espécie de leguminosa do gênero Acacia, pertencente à família Fabaceae.